# Antaresia perthensis
Espèce
Synonymes
- Liasis childreni perthensis Stull, 1932
- Liasis perthensis Stull, 1932
- Bothrochilus perthensis (Stull, 1932)
- Morelia perthensis (Stull, 1932)

Statut CITES
Le Python pygmée (Antaresia perthensis) est une espèce de serpents de la famille des Pythonidae.

## Répartition
Cette espèce est endémique du Nord-Ouest de l'Australie-Occidentale.

## Description
Adulte, il mesure de 50 cm pour un poids de 210 g, c'est le plus petit des pythonidés. C'est un serpent constricteur ovipare.

## Étymologie
Son nom d'espèce, composé de perth et du suffixe latin -ensis, « qui vit dans, qui habite », lui a été donné en référence au lieu de sa découverte, la ville de Perth.

## Publication originale
- Stull, 1932 : Five new subspecies of the family Boidae. Occasional papers of the Boston Society of Natural History, vol. 8, p. 25-29 (texte intégral).